# Kabinet-Siniora
Het kabinet-Siniora was de regering van Libanon tussen 12 juli 2005 en 9 november 2009. Het bestond uit 25 ministers. Alle grote politieke partijen waren vertegenwoordigd, behalve de Vrije Patriottische Beweging van generaal Michel Aoun. Er zaten 12 christenen en 13 moslims in de regering.

## Samenstelling
De volgende partijen maakten deel uit van de regering (tussen haakjes het aantal vertegenwoordigde ministers):
- Lijst Martelaar Rafik Hariri (Anti-Syrisch)
- Courant du Futur (11)
- Qornet Shehwan (1)
- Falangistische Partij (Kataeb) (1)
- Forces Libanaises (1)
- Progressieve Socialistische Partij (3)
- Weerstands- en Ontwikkelingsblok (Pro-Syrisch)
- Amal (2)
- Hezbollah (2)
- Daarnaast waren er nog partijloze ministers (4) in het kabinet vertegenwoordigd, allen pro-Syrisch.

| Persoon                                                           | ministerspost                                                         |                         |                         |                         |                         |                         |                         |                         |
| Maronitische Christenen                                           | Maronitische Christenen                                               | Maronitische Christenen | Maronitische Christenen | Maronitische Christenen | Maronitische Christenen | Maronitische Christenen | Maronitische Christenen | Maronitische Christenen |
| ----------------------------------------------------------------- | --------------------------------------------------------------------- | ----------------------- | ----------------------- | ----------------------- | ----------------------- | ----------------------- | ----------------------- | ----------------------- |
| Jihad Azour (Courant du Futur, pro-Hariri)                        | Financiën                                                             |                         |                         |                         |                         |                         |                         |                         |
| Charles Rizk (pro-Lahoud)                                         | Justitie                                                              |                         |                         |                         |                         |                         |                         |                         |
| Nayla Moawad (Qornet Shehwan, pro-Hariri)                         | Sociale Zaken                                                         |                         |                         |                         |                         |                         |                         |                         |
| Pierre Amin Gemayel (Falangistische Partij, pro-Hariri)           | Industrie                                                             |                         |                         |                         |                         |                         |                         |                         |
| Joseph Sarkis (Forces Libanaises, pro-Hariri)                     | Toerisme                                                              |                         |                         |                         |                         |                         |                         |                         |
| Oosters-orthodoxe christenen                                      |                                                                       |                         |                         |                         |                         |                         |                         |                         |
| Tarek Mitri (Courant du Futur, pro-Hariri)                        | Cultuur                                                               |                         |                         |                         |                         |                         |                         |                         |
| Yacoub Sarraf (pro-Lahoud)                                        | Milieu                                                                |                         |                         |                         |                         |                         |                         |                         |
| Elias al-Murr (pro-Lahoud)                                        | Defensie                                                              |                         |                         |                         |                         |                         |                         |                         |
| Grieks-katholieke christenen                                      |                                                                       |                         |                         |                         |                         |                         |                         |                         |
| Michel Pharaon (Courant du Futur, pro-Hariri)                     | Minister van Staat                                                    |                         |                         |                         |                         |                         |                         |                         |
| Nehme Tohmé (Progressieve Socialistische Partij, pro-Joumblatt)   | Vluchtelingen Zaken                                                   |                         |                         |                         |                         |                         |                         |                         |
| Armeens-orthodoxe Christenen                                      |                                                                       |                         |                         |                         |                         |                         |                         |                         |
| Jean Oghassapian (Courant du Futur, pro-Hariri)                   | Administratieve Hervormingen                                          |                         |                         |                         |                         |                         |                         |                         |
| Protestantse Christenen                                           |                                                                       |                         |                         |                         |                         |                         |                         |                         |
| Sami Haddad (Courant du Futur, pro-Hariri)                        | Economie en Handel                                                    |                         |                         |                         |                         |                         |                         |                         |
| Soennitische moslims                                              |                                                                       |                         |                         |                         |                         |                         |                         |                         |
| Fouad Siniora (Courant du Futur, pro-Hariri)                      | Premier                                                               |                         |                         |                         |                         |                         |                         |                         |
| Hassan Sabeh (Courant du Futur, pro-Hariri)                       | Binnenlandse Zaken                                                    |                         |                         |                         |                         |                         |                         |                         |
| Ahmad Fatfat (Courant du Futur, pro-Hariri)                       | Binnenlandse Zaken (waarnemend sinds 6 februari 2006), Jeugd en Sport |                         |                         |                         |                         |                         |                         |                         |
| Khaled Kabbani (Courant du Futur, pro-Hariri)                     | Onderwijs                                                             |                         |                         |                         |                         |                         |                         |                         |
| Mohammed Safadi (Courant du Futur, pro-Hariri)                    | Transport en Woningbouw                                               |                         |                         |                         |                         |                         |                         |                         |
| Sjiitische Moslims                                                |                                                                       |                         |                         |                         |                         |                         |                         |                         |
| Faouzi Salloukh (Onafhankelijk, pro-Hezbollah)                    | Buitenlandse Zaken                                                    |                         |                         |                         |                         |                         |                         |                         |
| Mohamad Fneich (Hezbollah)                                        | Energie en Water                                                      |                         |                         |                         |                         |                         |                         |                         |
| Trad Hamadé (Hezbollah)                                           | Arbeid                                                                |                         |                         |                         |                         |                         |                         |                         |
| Mohammad Jawad Khalifé (Amal)                                     | Volksgezondheid                                                       |                         |                         |                         |                         |                         |                         |                         |
| Talal Sahili (Amal)                                               | Landbouw                                                              |                         |                         |                         |                         |                         |                         |                         |
| Druzen (Moslims)                                                  |                                                                       |                         |                         |                         |                         |                         |                         |                         |
| Marwan Hamadé (Progressieve Socialistische Partij, pro-Joumblatt) | Telecommunicatie                                                      |                         |                         |                         |                         |                         |                         |                         |
| Ghazi Aridi (Progressieve Socialistische Partij, pro-Joumblatt)   | Informatie                                                            |                         |                         |                         |                         |                         |                         |                         |

- Pro-Syrische[7] ministers: 8
- Anti-Syrische[8] ministers: 17